# Downhill (película)
Downhill (en Hispanoamérica Cuesta Abajo) es una película dramática y de comedia negra de 2020 dirigida por Nat Faxon y Jim Rash, quienes también coescribieron el guion con Jesse Armstrong. La película es una nueva versión de Turist (2014) del director sueco Ruben Östlund. Es protagonizada por Julia Louis-Dreyfus y Will Ferrell como una pareja casada que pasa por un mal momento después de un encuentro cercano a la muerte durante una excursión familiar de esquí.
Downhill tuvo su estreno mundial en el Festival de Cine de Sundance el 26 de enero de 2020, y fue estrenada en cines el 14 de febrero de 2020 por Searchlight Pictures, siendo la primera película que se estrena con el nuevo nombre del estudio después de la adquisición de los estudios Fox por parte de Disney.

## Sinopsis
Después de creer que están a punto de ser asesinados por una avalancha durante unas vacaciones familiares de esquí en los Alpes, una pareja casada se ve desarreglada cuando se ven obligados a revaluar sus vidas y cómo se sienten el uno con el otro.

## Reparto
- Julia Louis-Dreyfus como Billie Staunton.
- Will Ferrell como Pete Staunton.
- Miranda Otto como Charlotte.
- Zoë Chao como Rosie.
- Zach Woods como Zach.
- Kristofer Hivju
- Julian Gray como Finn Staunton.
- Ammon Jacob Ford como Emerson Staunton.
- Giulio Berruti como Guglielmo.

## Producción
En noviembre de 2018 se anunció que Nat Faxon y Jim Rash dirigían una nueva versión en inglés de la película sueca Turist, quienes coescribieron el guion con Jesse Armstrong. Julia Louis-Dreyfus y Will Ferrell fueron elegidos para protagonizar. Miranda Otto, Zoë Chao y Zach Woods también se unieron al elenco, en diciembre.
El rodaje comenzó en enero de 2019 en Austria.

## Estreno
Downhill tuvo su estreno mundial en el Festival de Cine de Sundance el 26 de enero de 2020. La película fue estrenada el 14 de febrero de 2020, reemplazando a The King's Man de Fox, que estaba programada para esa fecha.